# Vega Alta (Puerto Rico)
Vega Alta és un municipi de Puerto Rico situat a la costa nord de l'illa, també conegut amb els noms de Pueblo de los Ñangotaos i Los Maceteros. Confina al nord amb l'oceà Atlàntic; al sud amb Morovis i Corozal; a l'est amb Dorado i Toa Alta; i a l'oest amb Vega Baja. Forma part de l'Àrea metropolitana de San Juan-Caguas-Guaynabo.
El municipi està dividit en 8 barris: Bajura, Candelaria, Cienegueta, Espinosa, Maricao, Mavilla, Sabana i Vega Alta pueblo.